# Герб Віли-Флора
Ге́рб Ві́ли-Фло́ра — офіційний символ містечка Віла-Флор, Португалія. Використовується як територіальний герб. У зеленому щиті розкрита геральдична лілія, підсвічена пурпуром. Щит увінчує срібна мурована містечкова корона з чотирма вежами.  Під щитом біла стрічка, на якій великими літерами напис португальською: «Vila Flor» (Віла-Флор).  Офіційно затверджений 27 квітня 1935 року.  

## Галерея

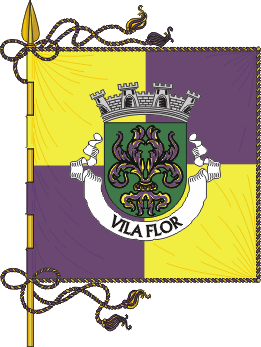
Прапор